# Promiscue modus
Promiscue modus (Engels: promiscuous mode) is een configuratie van een netwerkkaart die het mogelijk maakt om alle binnenkomende frames te verwerken in plaats van enkel de frames die aan de netwerkkaart geadresseerd zijn.
Elk frame bevat een hardware adres (MAC-adres). Wanneer een netwerkkaart een frame ontvangt, wordt het frame gedropt tenzij het bestemmings MAC-adres uit het frame overeenkomt met het MAC adres van de netwerkkaart. In promiscue modus daarentegen worden alle frames geaccepteerd, waardoor een computer ook frames kan verwerken die bedoeld zijn voor andere network devices.